# Daria Jaltúrina
Daria Andréievna Jaltúrina (en ruso: Дáрья Андрéевна Халтýрина; nacida el 4 de enero de 1979 en Cheliábinsk) es una socióloga, antropóloga, demógrafa, y una figura pública rusa. Es la directora del grupo de vigilancia de los riesgos mundiales y regionales de la Academia de Ciencias de Rusia, es también la copresidenta de la coalición para el control del alcohol de la Federación de Rusia, así como de la coalición para el control del tabaco. Fue nominada por la fundación de apoyo a la ciencia rusa para el premio a la mejor economista de la Academia de Ciencias de Rusia en el año 2006.

## Contribuciones

### Modelado matemático de la dinámica global
En este campo, ha propuesto una de las explicaciones matemáticas más convincentes para el Argumento del juicio final de Heinz von Foerster. En colaboración con sus colegas, Artemi Malkov y Andréi Korotáyev, ha demostrado que hasta la década de los 70 el crecimiento hiperbólico de la población mundial estuvo acompañado por un crecimiento cuadrático-hiperbólico del PIB mundial, y desarrolló una serie de modelos matemáticos que describen ambos este fenómeno, y la retirada del sistema mundial del régimen de explosión observado en las últimas décadas. El crecimiento hiperbólico de la población mundial y el crecimiento cuadrático-hiperbólico del PIB mundial observado hasta la década de los 70 han sido correlacionados por ella y sus colegas con una retroalimentación positiva no lineal de segundo orden entre el crecimiento demográfico y el desarrollo tecnológico que se puede describir como sigue: 
crecimiento tecnológico - aumento en la capacidad de carga de la tierra para las personas - crecimiento demográfico - más personas - más inventores potenciales - aceleración del crecimiento tecnológico - aceleración del crecimiento de la capacidad de carga - crecimiento poblacional más rápido - aceleración del crecimiento del número de posibles inventores - un crecimiento tecnológico más rápido - por lo tanto, el crecimiento más rápido de la capacidad de carga de la Tierra para las personas, y así sucesivamente.

"Cruz rusa"; la curva negra refleja la dinámica de la tasa de mortalidad, la roja corresponde a la tasa de natalidad (por mil)

### Crisis demográfica rusa
En colaboración con Andréi Korotáyev, ha realizado una contribución significativa al estudio de los factores de la actual crisis demográfica rusa. Han demostrado que la Rusia postsoviética experimenta una de las prevalencias más altas del mundo de problemas relacionados con el alcohol, lo que contribuye a las altas tasas de mortalidad en esta región. La reducción de los problemas relacionados con el alcohol en Rusia puede tener fuertes efectos en la disminución de la mortalidad. Han analizado la verosimilitud de la aplicación de los principios generales de la política del alcohol traducidos en la Federación de Rusia. Korotáyev y Jaltúrina han demostrado que los enfoques de la política sobre el alcohol podrían aplicarse de la misma manera que en otros países, y contribuyeron al desarrollo de medidas de control del alcohol en este país. Además, debería prestarse especial atención a la disminución del consumo de bebidas alcohólicas destiladas, la producción ilegal de alcohol, el consumo de bebidas no alcohólicas y la aplicación de las reglamentaciones gubernamentales vigentes. A finales de 2014, predijeron correctamente el próximo regreso de Rusia al crecimiento negativo de la población natural.

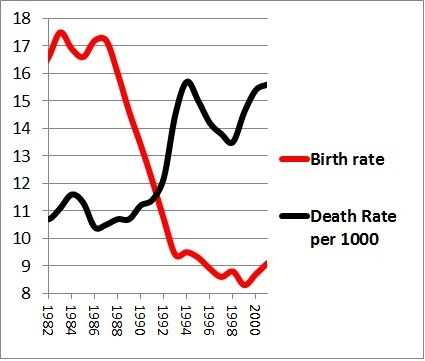
"Cruz rusa"; la curva negra refleja la dinámica de la tasa de mortalidad, la roja corresponde a la tasa de natalidad (por mil)

### Mitos, genes e historia profunda
Junto a Korotáyev fue también una de las pioneras en el estudio de la correlación entre distribuciones espaciales de motivos folclóricos-mitológicos y marcadores genéticos, así como de características lingüísticas y socioestructurales, y ha producido en esta área significativa resultados con respecto a la reconstrucción de la historia profunda. Como advierte Julien d'Huy et al., "Korotáyev y Jaltúrina mostraron una correlación estadística entre distribuciones espaciales de motivos mitológicos y marcadores genéticos, considerablemente por encima de los 4.000 km ... Tales correlaciones nos permiten reconstruir en detalle la mitología ... llevada al Nuevo Mundo desde el sur de Siberia por tres olas de migración del Paleolítico ".

### La alfabetización y el espíritu del capitalismo
Jaltúrina y sus colegas han demostrado que el protestantismo ciertamente ha influido positivamente en el desarrollo capitalista de los respectivos sistemas sociales, no tanto a través de la "ética protestante" (como sugirió Max Weber), sino más bien a través de la promoción de la alfabetización.

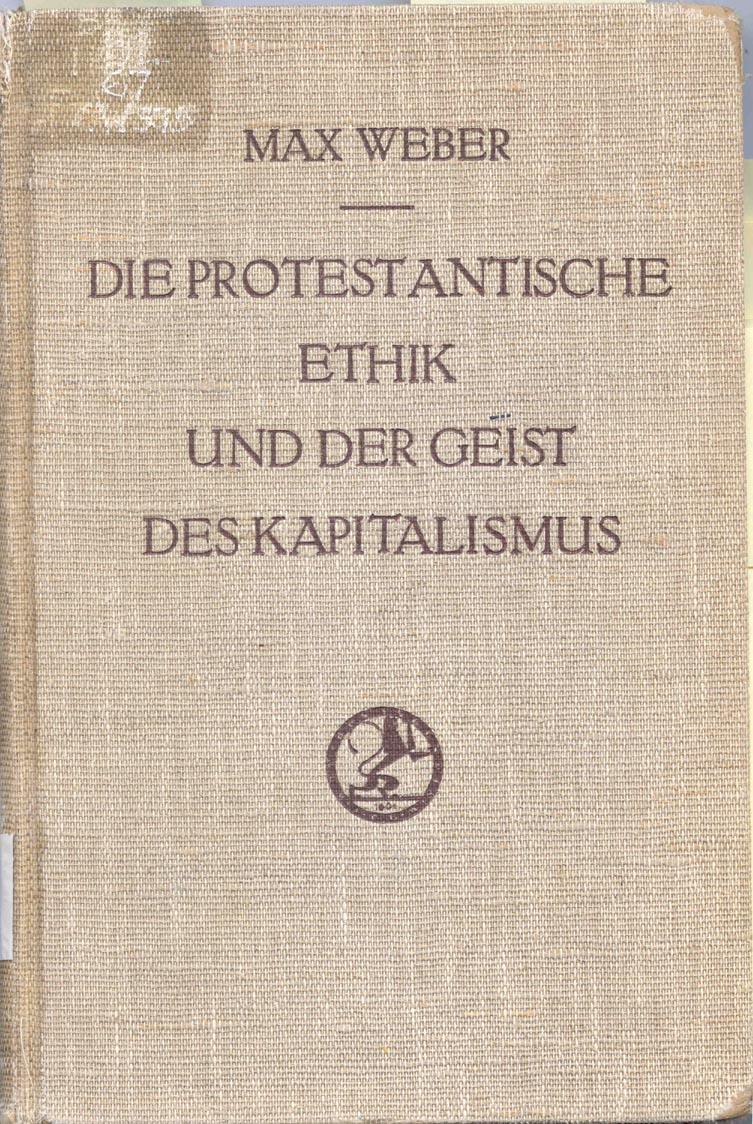

Llaman la atención sobre el hecho de que la capacidad de leer era esencial para que los protestantes (a diferencia de los católicos) cumplieran con su deber religioso: leer la Biblia. La lectura de las Sagradas Escrituras estaba prohibida para los católicos. El edicto del Concilio de Toulouse (1229) prohibió a los laicos católicos poseer copias de la Biblia. Poco después, una decisión del Sínodo del Tarragona (1234) extendió esta prohibición también a los eclesiásticos. En 1408, el Sínodo de Oxford prohibió absolutamente las traducciones de las Sagradas Escrituras. Desde el principio, los grupos protestantes no aceptaron esta prohibición. Así, Lutero tradujo en 1522-1534 primero el Nuevo Testamento, y luego el Antiguo Testamento, al alemán, para que cualquier persona de habla alemana pudiera leer las Sagradas Escrituras en su lengua materna. Además, los protestantes consideraron el leer las Sagradas Escrituras como un deber religioso de cualquier cristiano. Como resultado, el nivel de alfabetización y educación fue, en general, más alto para los protestantes que para los católicos y para los seguidores de otras confesiones que no proporcionaron estímulos religiosos para aprender a leer y escribir. Se ha demostrado que las poblaciones alfabetizadas tienen muchas más oportunidades de obtener y utilizar los logros de la modernización que las analfabetas. Por otro lado, las personas alfabetizadas podrían caracterizarse por un mayor nivel de actividad innovadora, que brinda oportunidades para la modernización, el desarrollo y el crecimiento económico. Las pruebas empíricas realizadas por Jaltúrina y sus colegas han confirmado la presencia de una correlación bastante fuerte y altamente significativa entre la introducción temprana de la alfabetización masiva y las posteriores altas tasas de desarrollo económico capitalista.

## Selección de publicaciones
Ha escrito más de 120 publicaciones académicas. Estas incluyen
- Introduction to Social Macrodynamics (KomKniga/URSS, 2006, con Andréi Korotáyev y Artemi Malkov).
- Халтурина Д. А., Коротаев А. В. Русский крест: Факторы, механизмы и пути преодоления демографического кризиса в России. — М.: КомКнига/URSS, 2006.
- Халтурина Д. А. Мусульмане Москвы. Факторы религиозной толерантности (по материалам опроса в мечетях). — М.: ЦЦРИ РАН, 2007. ISBN 978-5-91298-015-2

Entre sus artículos más importantes están
- "Concepts of Culture in Cross-National and Cross-Cultural Perspectives" (World Cultures 12, 2001)
- "Methods of Cross-Cultural Research and Modern Anthropology" (Etnograficheskoe obozrenie 5, 2002)
- Daria Jaltúrina, Andréi Korotáyev & William Divale. "A Corrected Version of the Standard Cross-Cultural Sample Database" (World Cultures 13/1, 2002)
- Russian Demographic Crisis in Cross-National Perspective. Russia and Globalization: Identity, Security, and Society in an Era of Change. Ed. by D. W. Blum. Baltimore, MD: Johns Hopkins University Press, 2008. P. 37-78
- Jaltúrina, D. A., & Korotáyev, A. V. 'Potential for alcohol policy to decrease the mortality crisis in Russia', Evaluation & the Health Professions, vol. 31, no. 3, Sep 2008. pp. 272–281 Archivado el 1 de julio de 2018 en Wayback Machine.
- A Trap At The Escape From The Trap? Demographic-Structural Factors of Political Instability in Modern Africa and West Asia. Cliodynamics 2/2 (2011): 1–28 (con Andréi Korotáyev y otros).